# Adenauerallee 89a (Bonn)

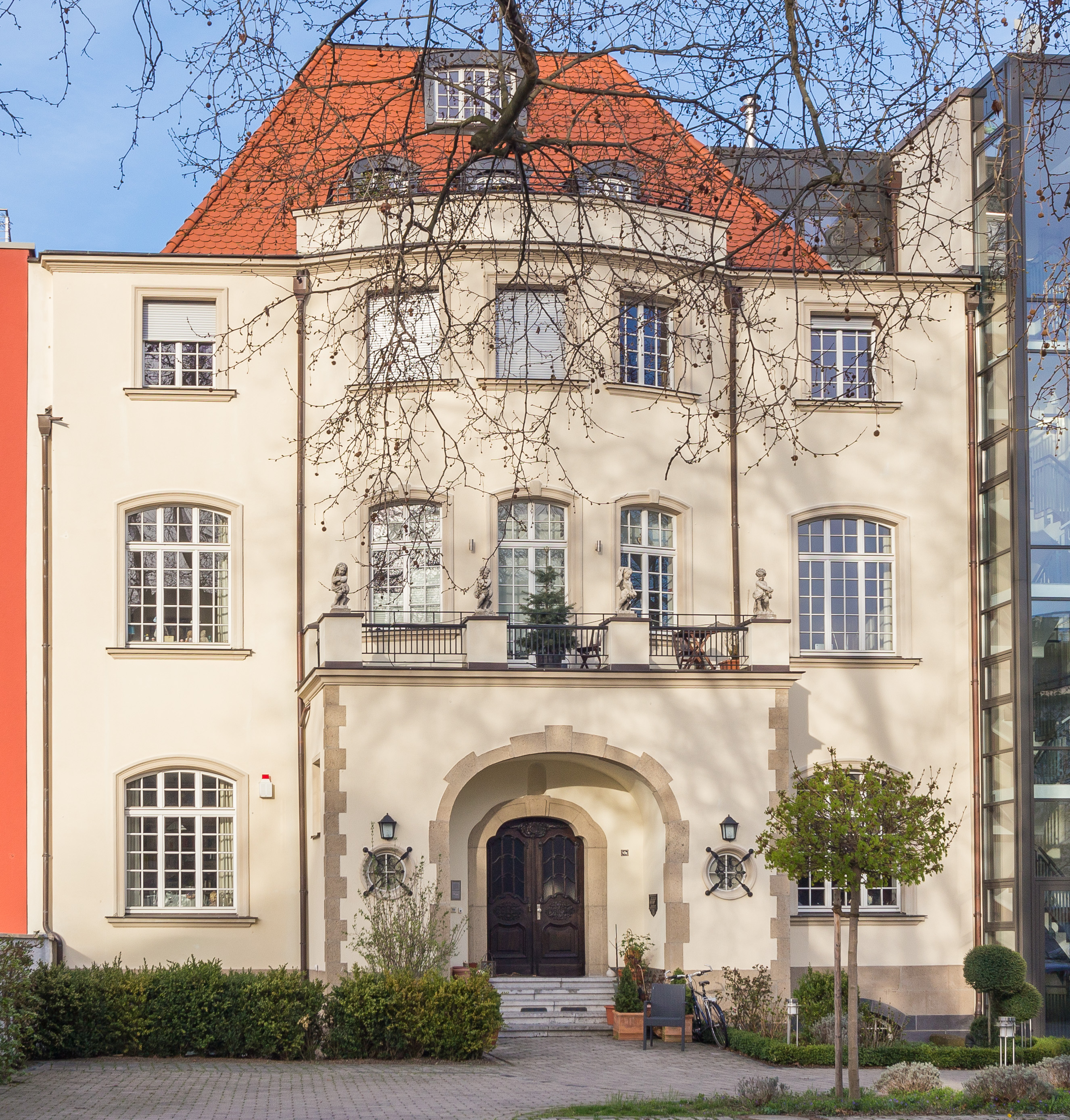
Villa Adenauerallee 89a, Straßenseite

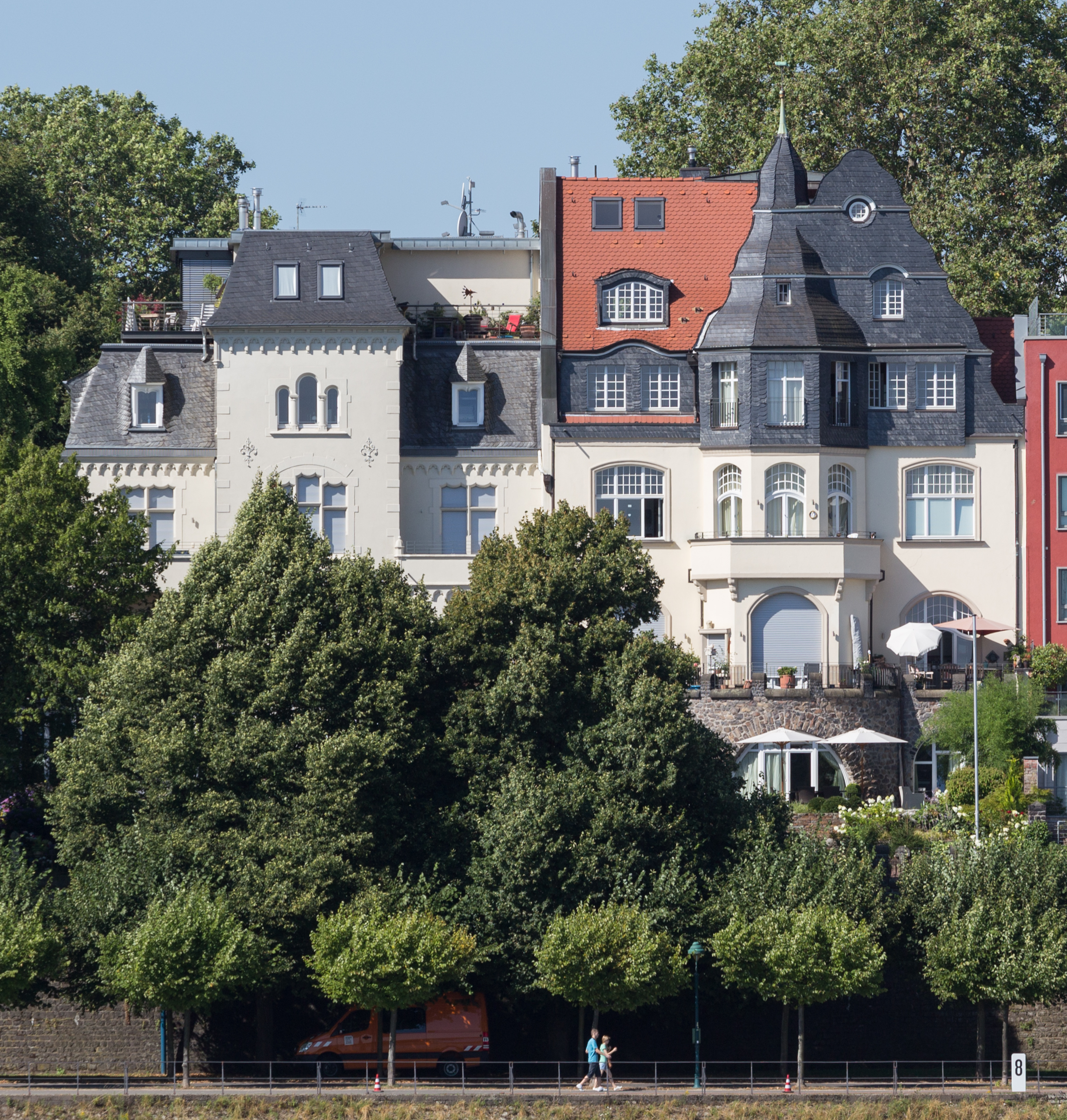
Villen Adenauerallee 89b (links) und 89a (rechts), Rheinseite

Das Gebäude Adenauerallee 89a (auch Villa Bungarten) ist eine Villa im Bonner Ortsteil Gronau, die von 1901 bis 1903 errichtet wurde. Sie liegt oberhalb des Rheinufers (Wilhelm-Spiritus-Ufer) und ist über eine Stichstraße mit der Adenauerallee (B 9) verbunden. Die Villa steht als Baudenkmal unter Denkmalschutz.

## Geschichte

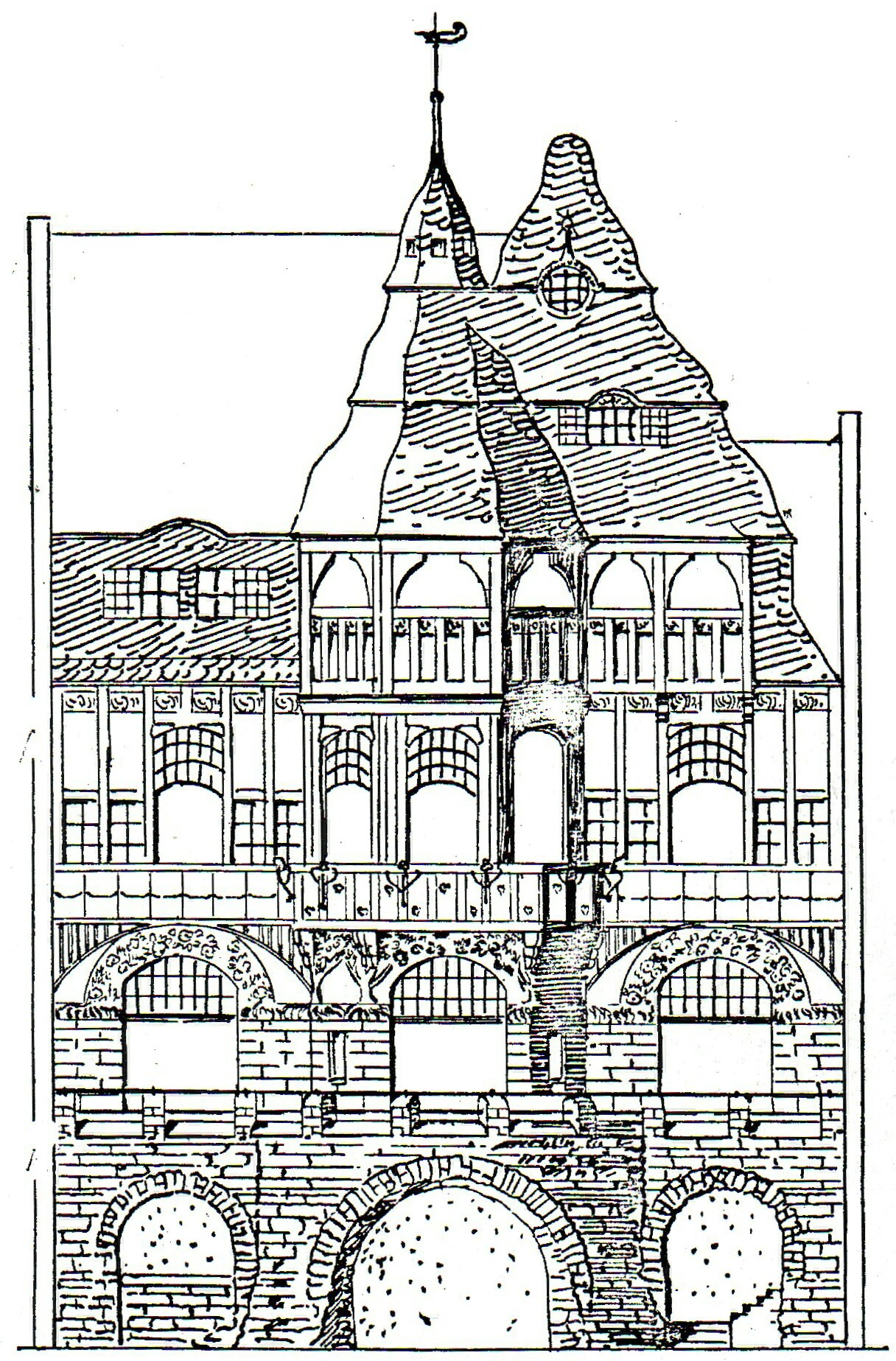
Entwurf, Aufriss der Rheinfront (1901)

Die Villa entstand für den Bauherrn Christian Bungarten nach einem Entwurf des Kölner Architekten Franz Brantzky (Ausführung: Willy Bungarten) in einer Reihe mit der südlich angrenzenden Villa Schumm. Ihrem Bau gingen zwei (bis auf den Grundriss) verworfene Planungen voraus, der letztlich verwirklichte Entwurf wird stilistisch dem Jugendstil und der Neuen Sachlichkeit zugerechnet. Die Bauakten setzen im Dezember 1898 ein, erste Ausschachtungs- und Maurerarbeiten wurden im Februar und März 1901 aufgenommen. Die zwischenzeitlich aufgrund der Überarbeitung der Pläne erloschene Baugenehmigung konnte im August 1901 nachgeholt werden. Bis zur erfolgten Gebrauchsabnahme im März 1903 war die Villa fertiggestellt. 1905 wurde sie zu der von Bungarten neu angelegten privaten Stichstraße mit einem dekorativen Gitter abgeschlossen.
1914 war die Villa in den Besitz des Augenarztes und Professors Hermann Kuhnt übergegangen. Aus diesem Jahr sind Planungen nach einem Entwurf des Bonner Architekten und Regierungsbaumeisters Heinrich Roettgen für einen Umbau mit dem Ziel einer Entfernung der Jugendstilelemente bekannt, deren Umsetzung vermutlich durch den Ersten Weltkrieg verhindert wurde. Unter einem neuen Eigentümer, dem Landwirt W. Albermann, wurden 1940/41 die Pläne für eine Veränderung der Fassade wiederaufgenommen. Verwirklicht wurden sie – nach einem Entwurf des beim Bonner Architekturbüro von Jakob Stumpf angestellten Architekten Toni Kleefisch (1888–1975) – zunächst nur teilweise, außerdem kam es zum Ausbau des zweiten Obergeschosses zur eigenständigen Wohnung. 1948 wurde die Fassadenveränderung durch das Architekturbüro Stumpf, etwas abweichend von den Plänen Kleefischs, nachgeholt.
1949 ging die Villa, nunmehr nördlich des neuen Parlaments- und Regierungsviertels gelegen, gemeinsam mit benachbarten Gebäuden in den Besitz der Bundesrepublik Deutschland über. Sie gehörte zu den Liegenschaften des Auswärtigen Amtes, das unmittelbar südlich 1955 ein neues Bürogebäude bezog. Mitte der 1980er-Jahre sollte die Villa einem 400 m langen Neubau für das Auswärtige Amt weichen, dessen Umsetzung jedoch fallengelassen wurde. Nach dem Umzug des Ministeriums im Zuge der Verlegung des Regierungssitzes nach Berlin (1999) verkaufte der Bund die Villa. 2005/06 wurde sie saniert und in Eigentumswohnungen aufgeteilt, wobei als Verbindung zum südlichen Nachbargebäude ein Treppenhaus aus Glas und Stahl entstand.
Die Eintragung der Villa in die Denkmalliste der Stadt Bonn erfolgte Ende 1987.